# 侯世达定律
侯世达定律（英語：Hofstadter's law）是一句自指的格言，由侯世达在《哥德尔、埃舍尔、巴赫》一书中提出：
侯世达定律：做事所花费的时间总是比你预期的要长，即使你的预期中考虑了侯世达定律。
 — 侯世达， 《哥德尔、埃舍尔、巴赫》
侯世达定律指做复杂任务需要花费的时间总是很难预计的。程序员经常会引用这一定律，特别是在进行有关提高效率的讨论时（如《人月神话》和极限编程）。其自指的特征反映了即便意识到任务的复杂性，预计花费的时间仍是困难的。
这一定律最初是描述早年国际象棋人机对弈的现象。侯世达写道：“计算机下国际象棋的早期阶段，有人曾估计再要十年的时间计算机（或程序）就能得到世界冠军。可是，十年过去之后，计算机要成为世界冠军似乎还要再过十年......”他将这一现象看作是递归化的侯世达定律的一个例证。